# Terrassensiedlung Mühlehalde

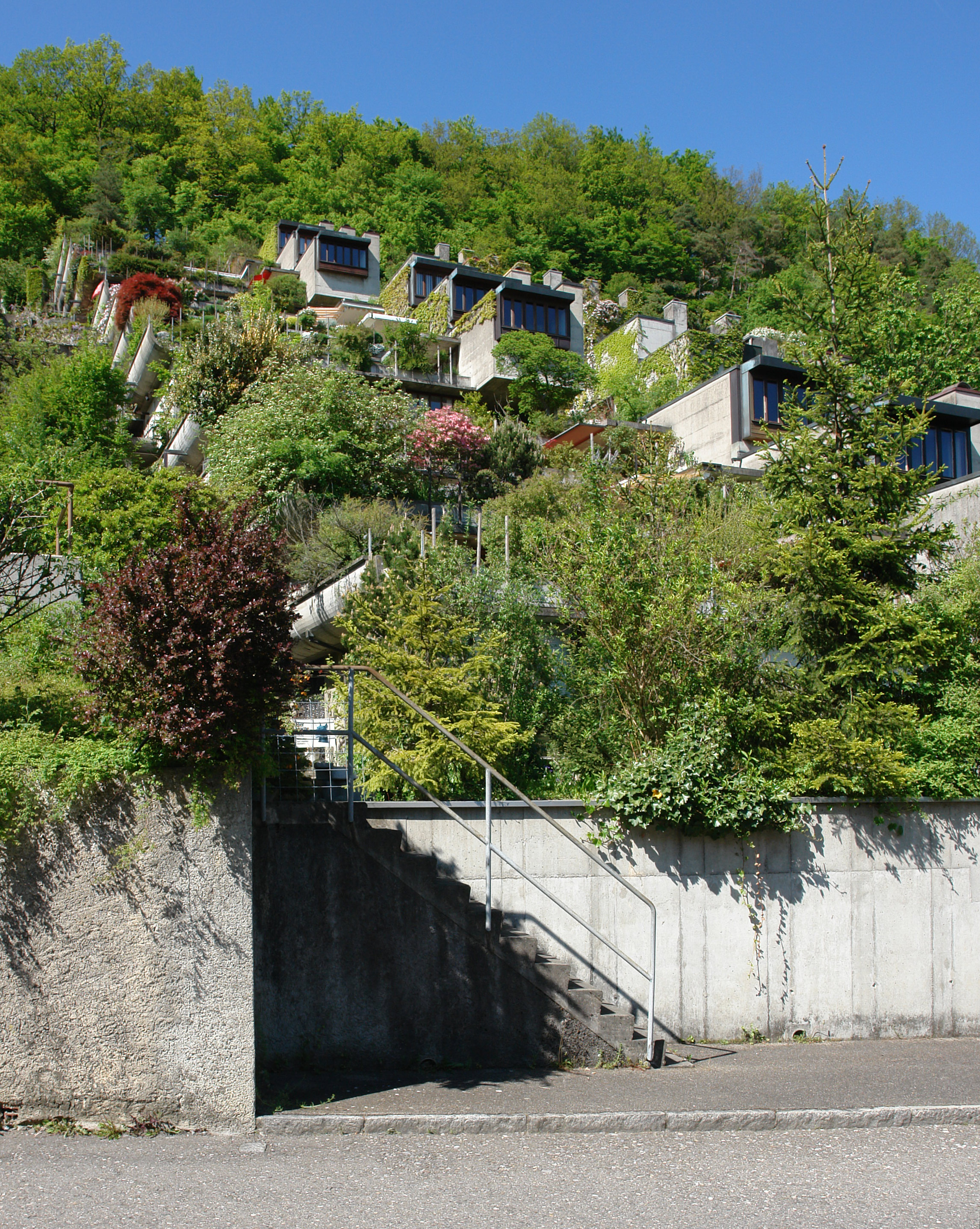
Terrassensiedlung Mühlehalde

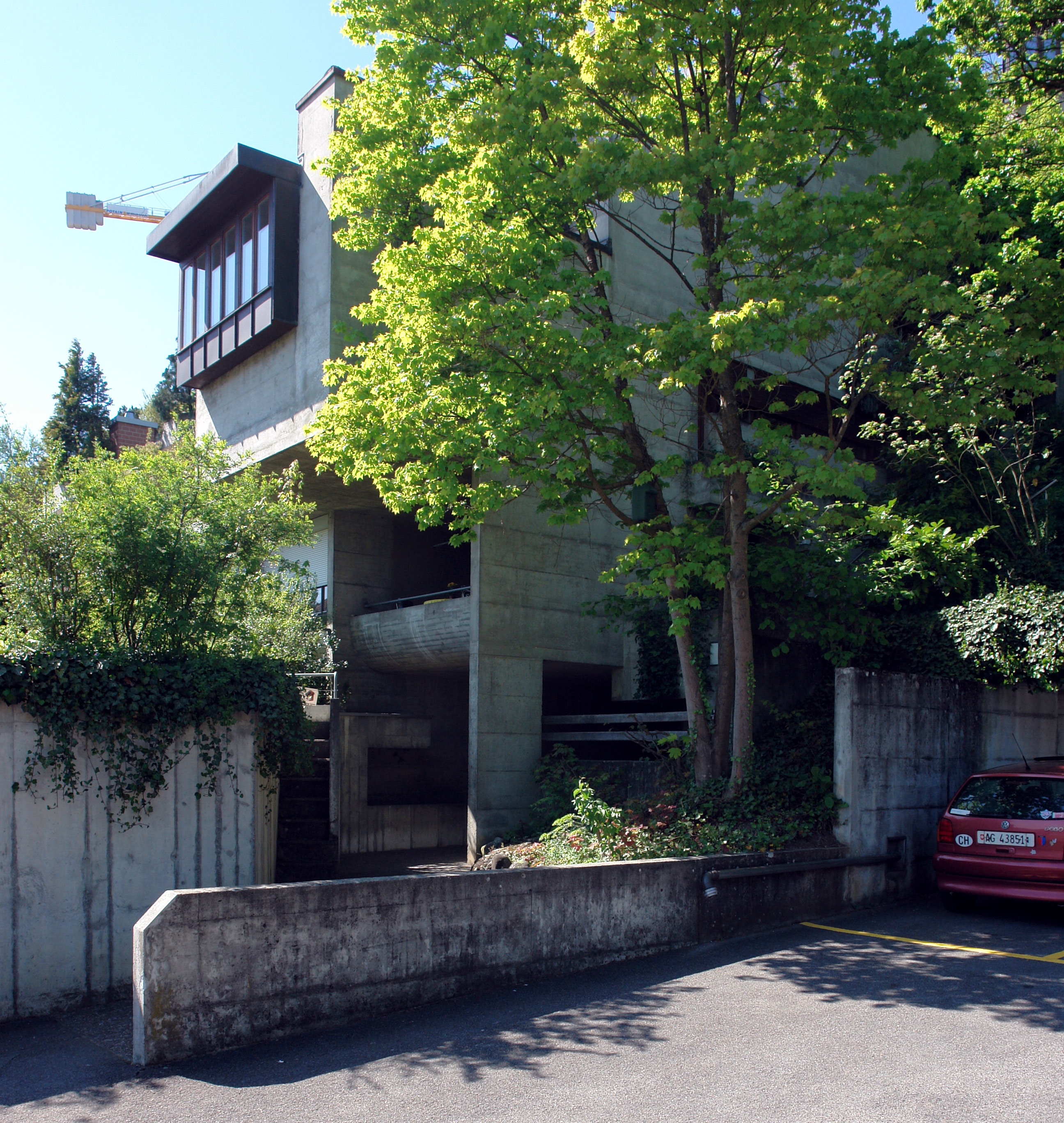
Detail

Die Terrassensiedlung Mühlehalde in Umiken, Kanton Aargau wurde in drei Bauetappen von 1963 bis 1971 erbaut und galt als innovatives und in Fachwelt und Öffentlichkeit viel beachtetes Projekt neuer Wohnformen.

## Baubeschreibung
An einem Jura-Hang in Südlage mit Blick auf die nahe vorbeifliessende Aare gelegen, profitierte sie von der privilegierten Lage. Sie war aber zugleich als Antwort sowohl auf die als Problem empfundenen Wohnhochhäuser der Grosssiedlungen als auch gegen die sich abzeichnende  Zersiedelung der Landschaft gedacht. In einem Kommentar würdigte sie der Architekturjournalist und spätere Werkbundvorsitzende Lucius Burckhardt als Abkehr vom «Fassadenhaus der Vergangenheit». Durch ihre Verschachtelung seien sie, als dreidimensionale Gebilde, erst in der Bewegung erfahrbar. Schliesslich mit mehr als 30 Einfamilienhäusern und Ateliers fertiggestellt, galt die Wohnanlage als richtungsweisend gegen die Verhäuselung der Landschaft. Dafür wurde modernste Gebäudetechnik eingesetzt:  Ein Schräglift erschliesst von der Strasse, wo die Garagen und Einstellplätze liegen, die horizontalen Stichwege auf vier Stationen. Von dort sind jeweils, wie einzelne Reihenhäuser, die Wohnungen erreichbar.

## Planungsprozess und -anspruch
In dieser Gebäudeanordnung wurde ein Ausweg des Wohnungsbauproblems gesehen. Die Modernität war Programm, sowohl die der Anlage, als auch die Innovationen des Planungs- und Bauprozesses: Die Wohnanlage wurde als das «utopische Regionalmodell Brugg 2000» bereits 1958 in einer Ausstellung propagiert, und zwar vom Architekturbüro Scherer, Strickler + Weber, Zürich, die sich eigens dafür programmatisch team 2000 nannten. Bei der Realisierung bildete man eine Arbeitsgemeinschaft mit der Architektengruppe Metron, die sich 1965 als Genossenschaft gründete.

## Kritische Würdigung
Ähnliche Anstrengungen waren wenige Jahre zuvor in der Siedlung Halen des Atelier 5 gemacht worden, die damit unmittelbar die Diskussion besetzten. Schon dort war der soziale Charakter sowohl des Bauens als auch des Wohnens gesehen worden. Wie bei der Mühlehalde auch, wurde Wert auf flächen- und ressourcensparendes Bauen gelegt und nahm so eine Diskussion vorweg, die erst eineinhalb Jahrzehnte später breiten Raum einnehmen sollte.
Die heute realisierte Vielzahl solcher Hangwohnanlagen lässt im Rückblick die Mühlehalde in nüchternerem Licht erscheinen:

«Heute allerdings, wo Körperhaftigkeit und Formprägnanz wieder eine hohe Wertschätzung geniessen, trägt dieser Umstand dazu bei, dass Terrassenhäuser unter Architekten meist nur geringe Wertschätzung geniessen. Oft empfinden wir gerade das Amorphe dieses Bautyps als Problem – man denke an manche Billigsteuergemeinden am Zürichsee, wo solche Bauten wie die Metastasen einer bösartigen Krebsgeschwulst an den Hängen wuchern.»